# Venkow Records
Venkow Records bylo hudební nakladatelství zaměřené na folkovou, trampskou a country hudbu.
Vydavatelství vzniklo v roce 1996, kdy label Venkow od jeho majitele Zdeňka Kovaříka, který vydával pod tímto labelem od roku 1990 hudební nosiče, koupila Universal Music Group. Vydavatelství zaniklo v roce 2003 sloučením s mateřskou společností Universal Music Group.

## Master Serie
Master Serie byla kolekce nosičů s výběry písní interpretů vydávaných vydavatelstvím.

## Portfolio umělců
- Greenhorns
- Druhá tráva
- Taxmeni
- Jan Vyčítal
- Javory (skupina)
- František Nedvěd
- Jan Nedvěd
- Zelenáči (Noví Zelenáči)
- Pacifik (skupina)
- Luboš Pospíšil
- Karel Černoch
- Čechomor
- Šlapeto
- Žalman & spol.
- Wabi Daněk
- Folk Team
- AG Flek
- Schovanky
- Pavel Bobek
- Mirek Černý
- Michal Tučný
- Paběrky (skupina)
- Minnesengři (skupina)
- Slávek Janoušek
- Naďa Urbánková
- Wabi Ryvola
- Fešáci